# Újbánya
Újbánya (szlovákul: Nová Baňa, németül: Königsberg, latinul Regiomontanum) város Szlovákiában, a Besztercebányai kerületben, a Zsarnócai járásban. A középkorban a felvidéki szabad királyi bányavárosok egyikeként aranybányászatáról volt nevezetes.

## Fekvése és természeti viszonyai
Lévától 27 km-re északra, az Újbányai-völgyben, a Garam jobb partján fekszik. Bükkös, Chotár, Óhuta, Štále és Záhrb tartozik hozzá.
A városközpont területén folyik össze az Óhutai-patak (Starohutský potok) vizével a Garam folyóba torkolló Újbányai-patak (Novobanský potok). Az Újbányai-völgyet észak felől a Madaras, nyugat felől az Újbányai-hegység és keletről a Selmeci-hegység szegélyezi. Lakosságának egynegyede a városközponttól északra eső, az Újbányai-hegység lankáin viszonylag nagy területen szétszórtan elhelyezkedő lakóházakból összetevődő Štále településrészen él. Az Óhutai-patak mentén, a városközponttól egy kilométerre nyugatra fekszik Záhrb településrésze, majd további 4 kilométerre nyugatra Óhuta (Stará Huta), melytől északra fekszik Chotár, délre pedig Bükkös (Bukovina). A szocializmus évtizedeiben épített lakótelepe a városközponttól délre, a vasútállomás és az ipari zóna felé vezető út mentén fekszik.
Erdeit főként bükk, tölgy, valamint lucfenyő alkotják. Faunájának legjellemzőbb képviselői a muflon, őz, szarvas, vaddisznó, de erdeiben előfordul az eurázsiai hiúz, borz, fekete gólya, parlagi sas és a békászó sas is. Vizeiben a leggyakoribb halfajok mellett a csuka, harcsa és fogassüllő, patakjaiban a fürge cselle is megtalálható.

## Története
Az egykori híres bányavárosok egyike arany- és ezüstbányáiról volt nevezetes. Története szorosan kötődik a határában működő bányákhoz, melyekben – miután itt aranyat találtak – a bányászat valószínűleg a 13. században indult meg. Első lakói Körmöcbányáról és Bakabányáról érkezett bányászok voltak. A település első írásos említése 1337-ből származik "Nove Montanie in possessione domini regis Seunych noviter invente" alakban. 1346-ban "Konigisperg", 1347-ben "Noua Mons guondam Schebeniczebach, pro nunc Konignisperg", 1382-ben "Kunsperg", 1391-ben "Mons Regis vulgo Wybana", 1424-ben "Vybanya", 1430-bvan "Kunisperg Wybanya vulgo hungaricali vocata", 1773-ban "Nowa Banya" alakban szerepel a korabeli forrásokban.
Kiváltságait 1345-ben Nagy Lajos királytól kapta, aki német bányászokat telepített ide és szabad királyi városi rangra emelte. Bars vármegye monográfiája így ír erről: "A város végleges megalakulása 1345 utolsó negyedére tehető, mert ez év szeptember hó 8-án Lajos király már a városi hatósághoz intézi levelét. (Eszt. kápt. lev. lad. 2. 30.) 1345-ben Lajos király a várost szab. kir. és bányavárosi jogokkal ruházza fel; 1347-ben pedig értesíti a lakosokat, hogy az érczmalmok kerékbérét egy-egy forintban (1/4 márka finom ezüst) állapítja meg. Január 31-én Budán kelt levelével keményen ráparancsol az újbányaiakra, hogy ezt a bért évente pontosan fizessék. E rendelet következtében az újbányaiak Sigfrid apáttal a következő egyezségre léptek: Minden, a Sebenicze- vagy más patakon és a monostor határában épített malom egy-egy kereke után évenként Szent-György nyolczadán egy-egy budai forint fizetendő. Mulasztás esetén az apátnak joga van a vizet, a város beavatkozási jogának kizárásával, elvezettetni. Ily feltételek alatt, az említett területeken a lakosok jövőre is építhetnek malmokat. Ezt az egyezséget Sithpphauer Miklós biró és a tanács, a város pecsétje alatt márcz. 4-én adta ki. Az újbányaiak azonban nem respektálták sem az egyezséget, sem a megszabott határokat, mert a Sebenicze-patak vizének elvezetésével az apátság területéből foglaltak el részeket, úgyannyira, hogy a konvent 1348-ban már a királyhoz volt kénytelen fordulni panaszával, a minek az volt a következménye, hogy Erzsébet anyakirályné Endre kir. altárnokmestert küldte Újbányára, kinek a közbenjöttével azután, 1348 jan. 29-én, az újbányaiak, élükön Lengyel László biróval, ismét új egyezségre léptek és most már hitükre fogadták, hogy rendet tartanak és pontosan fizetnek. Ez időtájt az újbányaiak az apátság területén aranyerek után kezdtek kutatni. Lajos király azonban 1348 márczius 14-én Budán kelt levelével szigorúan meghagyja nekik, hogy a feltalálandó bányák után, addig is, míg ő olaszországi útjából visszatér, az apátságot elégítsék ki. De hiába volt az egyezség és minden királyi parancs, mert az apát újabb panaszszal volt kénytelen a királyhoz fordulni, a ki azután, 1351 jan. 9-én Olivér tárnokmestert küldte újbányára erélyes rendeletekkel; de még ez sem használt. 1352 július 4-én Budáról Cracherius bányagrófhoz és a városhoz újabb levelet intézett, mely utóbbiban megparancsolja, hogy kötelezettségüknek Szent Jakab napjáig okvetetlen megfeleljenek, mert ha ezt elmulasztják, akkor „te, biró, a 12 esküdttel Szent Jakab nyolczadán előttem megjelenjetek.” Hogy még ez a királyi parancs sem vezetett czélhoz, bizonyítja az, hogy csak 1370 aug. 15-én jelentek meg a konvent előtt Lengyel László akkori, Sipphauer Miklós azelőtti biró és Koncztmannus Ruydyl esküdtek s kijelentették, hogy az apátságot készek kielégíteni. Ezek az oklevelek az egyedüliek, melyek a város akkori viszonyait némileg megvilágítják. 1346-ból egy oklevél a városnak már külvárosát is emliti. Ez időből a hagyomány pénzverőt helyez Újbányára, és habár a nép még a pénzverő helyét is tudni akarja, erre semmi okleveles bizonyíték nincsen és valószínű, hogy az itt fennállott királyi pénzváltó hivatal adott okot erre a tévedésre."
A város tanácsa első oklevelét 1354-ben adta ki. A középkorban híres volt a város kőfaragói által készített malomkő, melynek alapanyagát, a riolitot a közeli Háj-hegy kőbányájában fejtették. A német lakosság 15. századi kulturális életének emléke az írnok Oswald (Osswalt der schribar) bajor-osztrák nyelvjárású, 1398 verssorból álló fordítása János pap leveléből, amely egy heidelbergi kéziratban maradt fenn. 1434-ben, Szent András napján, Zsigmond király Pozsonyban kelt rendeletével Újbányának két országos és minden hét szombatjára heti vásártartási jogot adományoz, amit később egyéb szabadalmakkal együtt megerősit és kibővít. 1434-ben a várost husziták foglalták el és kisebb erősséget építettek ide. A 16. század elején a termelés visszaesett, mivel több bányát talajvíz árasztott el. 1534-ben a városnak 32 portája volt. 1539-ben Frintaczki bíró kijelentette, hogy mivel az újbányaiak összes pénzüket és ékszerüket a bányák költségeire fordították és segítséget sehonnan sem kapnak, kénytelenek a bányaüzemmel felhagyni. A város többször keveredett birtokvitába, sőt fegyveres konfliktusba is a garamszentbenedeki apátsággal, Revistye és Saskő uraival, főként a Dóczy családdal. A 17. században megalakultak az első céhek. Céhe volt itt a csizmadiáknak, a fazekasoknak, a bognároknak, a kőfaragóknak, majd a szabóknak, a szitakészítőknek, kőműveseknek és a lakatosoknak is. 1645-ben pestis pusztított, melynek több mint ezer áldozata volt.
A török harcoktól sokáig megmenekült, 1664-ben azonban a vesztett zsarnócai csata után visszavonuló török sereg a városon állt bosszút. Mintegy 500 lakost fogságba hurcoltak, 60-at pedig a bíróval együtt a főtéren lefejeztek, a bányákba menekülőket kifüstölték, a várost pedig felgyújtották. A teljesen elpusztult várost újra kellett telepíteni. 1670-ben Thököly kurucai törtek az újjáéledő városra és kirabolták. A teljes pusztulás ellenére Újbánya rövid idő alatt újjáépült. 1715-ben 225 polgárából 59 kézműves és 7 bányász volt. 1720-ban a városba szlovák bányászokat telepítettek és újra megnyitották bányáit, de 1887-ben be is zárták, mivel a termelés nem volt kifizetődő. A város korábbi erődítményeit lebontották, alig maradt nyomuk. 1787-ben 453 házában 2958 lakos élt.
Vályi András szerint "ÚJ BÁNYA. Regiomontum,  Nová Bánya. Régenten gazdag Bánya Város vala Bars Vármegyében, lakosai leginkább tótok, katolikusok, és evangelikusok is, fekszik Garam vize mellett, Baka Bányához, ’s Sz. Benedekhez is másfél mértföldnyire. Hajdan olly gazdag bányái vóltak, hogy a’ Bányászok a’ ruhájokra, ’s szerszámjaikra ragadott arany porokkal fizettettek; de végre egy szerentsétlen földindúlás által mind híres bányájok, mind Lakosaik szerentsétleníttettek. Lásd bővebb leírását Bél Mátyásnál. Kedvesek valának Lakosai a’ régi Királyok előtt, kivált MÁTYÁS Király alatt szépen virágzott vala e’ Város. Szenyvedett ellenben a’ hazabéli viszontagságok’ idején, kivált 1664-dikben, midőn az Ozmanok e’ Várost feldúlták, lakosait rész szerént fogságjokba vezették, rész szerént bányáikba égő szalmát, ’s egyebet vetvén megfojtogatták. Nevezetes kőltséggel, és nagy munkával törekedtek, hajdani gazdag bányáit fel nyitni, kivált 1722-dikben, midőn Potter Izsák Földmérőnek intézete szerént 24 óra alatt 45000 akó víz meríttetett-ki aknájából; de 130000 forint kőltség után is foganattya nem lévén a’ nagy munkának, 1729-dikben máshová viteték a’ víz kimerítő alkotmány. Mostani lakosai leginkább földmívelésből élnek; három nagy hegy lévén a’ Város körűl, elég bajjal hordoztatnak ezeken által a’ városba a’ szűkséges dolgok. Ékesítik e’ Várost két Szentegyházai, a’ K. B. Kamaraház, a’ Város háza, és a’ Plébánia; határja középszerű, kertyei jól termők."
1810. január 10-én erős földrengés volt a városban, ugyanezen év május 28-án pedig olyan nagy árvíz pusztított, hogy az alsó templom táján álló összes épületeket elsodorta és a templomban az oltárt is ellepte. Majdnem 10 évig tartott a kár helyreállítása, de 1820-ra már a befejezték a munkálatokat, sőt ekkor épült az Óhuta külvárosi iskola is, 1825-ben pedig a kalváriatemplom. 1828-ban 368 háza állt 2830 lakossal. Lakói a bányák bezárása után főként kézművességgel és erdei munkákkal foglalkoztak. 1846-ban épült a Faragó József újbányai születésű szobrász szoborműveivel díszített Szentháromság-szobor, melyet 1847. szeptember 8-án szentelt fel Rudnyánszky József beszterczebányai püspök. Ekkoriban üveggyár és több faüzem működött Újbánya területén.

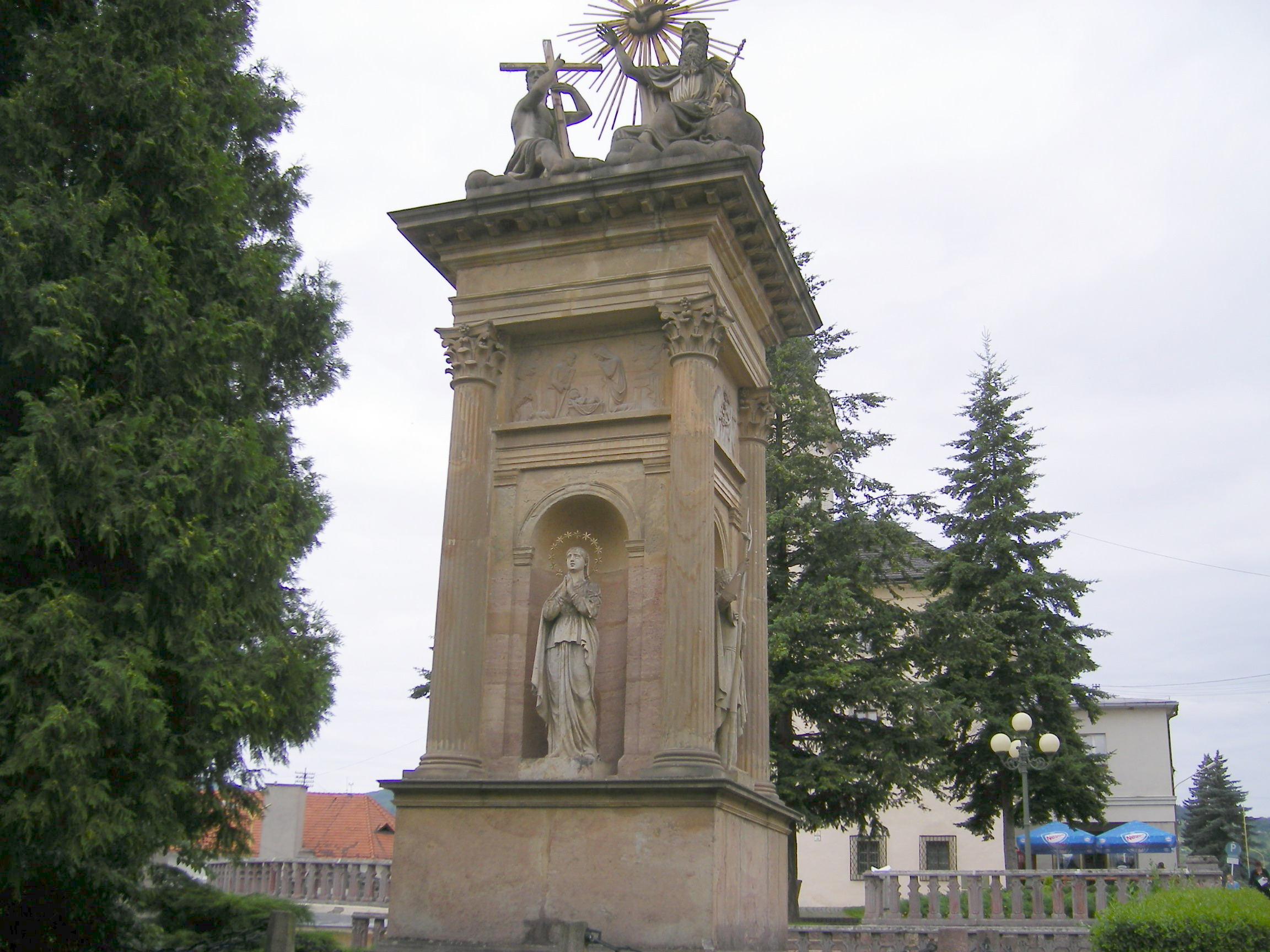
A Szentháromság-szobor a város központjában

Fényes Elek szerint "Ujbánya, (Königsberg, Regiomontum Nova Banya), Bars m. királyi bányaváros, Selmecztől 2 1/2, Körmöcztől délre 5 mfldnyi távolságra. Fekvése nem igen szép, mert mindenfelől magas kopár hegyek kerítik be. Királyi várossá Lajos tette 1345-ben; későbben pedig Mária királynő, és Corvin Mátyás gyakran meglátogatták, s a város ugyancsak a Corvinok czimerét, t. i. egy hollót arany gyürüvel a szájában – viselt czimerén. – Aranybányái azon időkben olly gazdagok voltak, hogy a közbeszéd szerint a bányász-legények csupán a bányákban reájok szállt arany porral fizettettek ki. Későbben ezen gazdagság nagyon megcsökkent, sőt majd egészen semmivé lett, ugy hogy csak az ujabbi időkben kezd a bányászság ismét valamennyire emelkedni. Emlitést érdemel itt az, hogy 1764-ben a prédáló törökök szalmát vetvén a bányaüregekbe, s azt meggyujtván, többet 500 embernél megfojtottak, s még jóval többet rablánczra fűztek. Nevezetesebb épületei a városnak: a kath. paroch. templom, a plébániával a városháza, a kamara. Van itt továbbá egy nemzeti oskola, bányász-tisztség és egy bányász-törvényszék. Lakosai száma 2830, u. m. 2812 kath., 18 evang., kik nyelvökre tótok, s földmivelésből, mesterségekből, bányászságból, üvegcsinálásból, sörfőzésből élősködnek."
A trianoni békeszerződésig Bars vármegyéhez tartozott.
1924-ben Újbánya járási székhely lett. Lakói főként mezőgazdasággal, kézművességgel foglalkoztak és a közeli ipari üzemekben dolgoztak. 1944. szeptember 29-én a németek és a szlovák Hlinka-gárdisták 70 polgárt hurcoltak koncentrációs táborba a partizánok támogatása miatt, ahol nagy részük elpusztult. Újbányát 1945. március 30-án foglalták el a szovjet csapatok. Az 1960-ban bevezetett közigazgatási átszervezés miatt elveszítette járási székhelyi címét, s a Garamszentkereszti járáshoz csatolták, majd az 1996-os közigazgatási reform keretében pedig a Zsarnócai járáshoz került.

## Népessége
| Év:            | 1994. | 2004.    | 2014.   | 2024.   |
| -------------- | ----- | -------- | ------- | ------- |
| Emberek száma: | 8606  | 7485     | 7529    | 6841    |
| Eltérés:       |       | -13,02 % | +0,58 % | -9,13 % |

| Év:            | 2023. | 2024.   |
| -------------- | ----- | ------- |
| Emberek száma: | 6858  | 6841    |
| Eltérés:       |       | -0,24 % |

1880-ban 4190 lakosából 71 magyar, 91 német és 3915 szlovák anyanyelvű volt.
1890-ben 4284 lakosából 111 német, 163 magyar és 4005 szlovák anyanyelvű volt.
1900-ban 4603 lakosából 90 német, 410 magyar és 4102 szlovák anyanyelvű volt.
1910-ben 4813 lakosából 4256 szlovák, 470 magyar, 79 német anyanyelvű volt. Ebből 4681 római katolikus, 76 izraelita, 48 evangélikus, 6 református és 2 görög katolikus vallású volt.
1921-ben 4868 lakosából 75 magyar és 4738 csehszlovák volt.
1930-ban 5076 lakosából 6 zsidó, 19 német, 52 magyar, 4948 csehszlovák, 17 egyéb nemzetiségű és 34 állampolgárság nélküli volt. Ebből 4912 római katolikus, 50 izraelita, 68 evangélikus, 5 református, 2 görög katolikus és 39 egyéb vallású volt.
1991-ben 8534 lakosából 17 magyar és 8421 szlovák volt. 
2001-ben 7505 lakosából 7318 szlovák és 7 magyar volt.
2011-ben 7551 lakosából 6772 szlovák, 52 ukrán, 7 magyar és 673 ismeretlen nemzetiségű volt.

## Neves személyek
- Itt született 1770-ben Hiray Antal György barokk egyházi zeneszerző, trombitásmester.
- Itt született 1772-ben Orgler József teológiai doktor, pozsonyi kanonok, egyházi író.
- Itt született 1805-ben Palmer Alajos teológiai doktor.
- Itt született 1862-ben Štefan Wolf-Kňazolúcky költő.
- Itt született 1879-ben Riszner Gyula plébános.
- Itt született 1897-ben Bányai Kornél magyar költő.
- Itt született 1963-ban Dávid Tencer  kapucinus, reykjavíki püspök.
- Itt született 1983-ban Marek Bakoš labdarúgó.
- Itt hunyt el 1901-ben Thull Lipót polgármester, politikai író, a szegények pártfogója.

## Nevezetességei

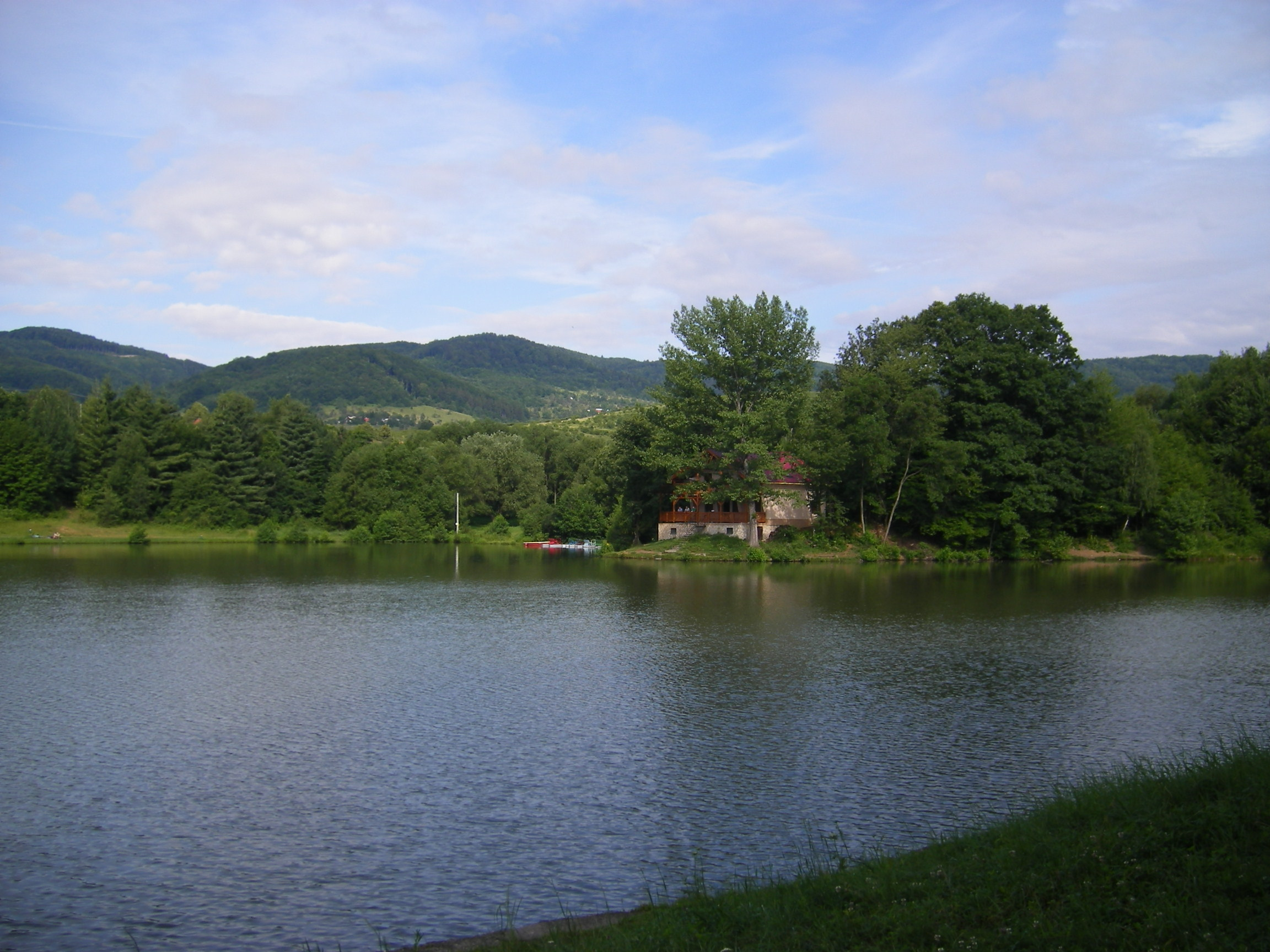
A Tajch mesterséges tó a Štále városrészben kedvelt üdülőhely

- Szűz Mária tiszteletére szentelt plébániatemploma 14. századi, gótikus eredetű épület, melyet később többször megújítottak. A török időkben, 1664-ben elpusztult, de a 18. század elején barokk stílusban újjáépítették.
- Egykori ispotályos templomát 1390-ben építették Árpád-házi Szent Erzsébet tiszteletére. A templom mellett állt egykoron a város szegény bányászai számára létesített ispotály.
- A katolikus plébánia épülete 1737-ben épült barokk stílusban, 1830-ban átépítették.
- A Kálvárián levő temetőben épített templom 1750-ben épült barokk stílusban.
- A városháza eredetileg 14. századi erődített vadászkastély volt, ahol Mária királynő sokszor vendégeskedett. 1730-ban barokkizálták. Az épületben található a Garammenti Múzeum (szlovákul Pohronský múzeum).
- Az egykori szegényház épülete a 19. század elején épült a korábbi, 1391-ben épített szegényház helyén.
- A temetőben álló Vir dolorum oszlop 1750-ben épült barokk stílusban.
- A Szentháromság-oszlop 1847-ben készült késő klasszicista stílusban.
- A városnak a kakasdi városrészen kegyhelye van, amely 1863-ban keletkezett. Az akkori nagy szárazság és járványok idején a legeltető juhászok azt észlelték, hogy egy juh lábával kaparja a földet és nemsokára bővízű forrás buggyant elő. Ettől kezdve a környék életmentő forrása lett, melyet a nép a Szűzanya szobrával díszített. Csodás gyógyulások, fényjelenségek történtek itt, miután a besztercebányai püspök 1866-ban kegyhellyé nyilvánította, azóta búcsújáróhely.
- A szlovák nemzeti felkelés emlékműve 1953-ban készült.
- A Bukovina városrész kápolnája 1890-ben épült neogótikus stílusban.
- Óhuta római katolikus temploma 1814-ben épült barokk-klasszicista stílusban.
- Az Óhutai-vízesés (szlovákul Starohutský vodopád) a várostól 5 km-re, nyugatra fekvő Óhuta városrésznél található.
- Az üveggyár épülete 19. századi, később megújították.
- A Tajch vízduzzasztó a várostól 4 km-re, északra fekszik.

## Gazdasága

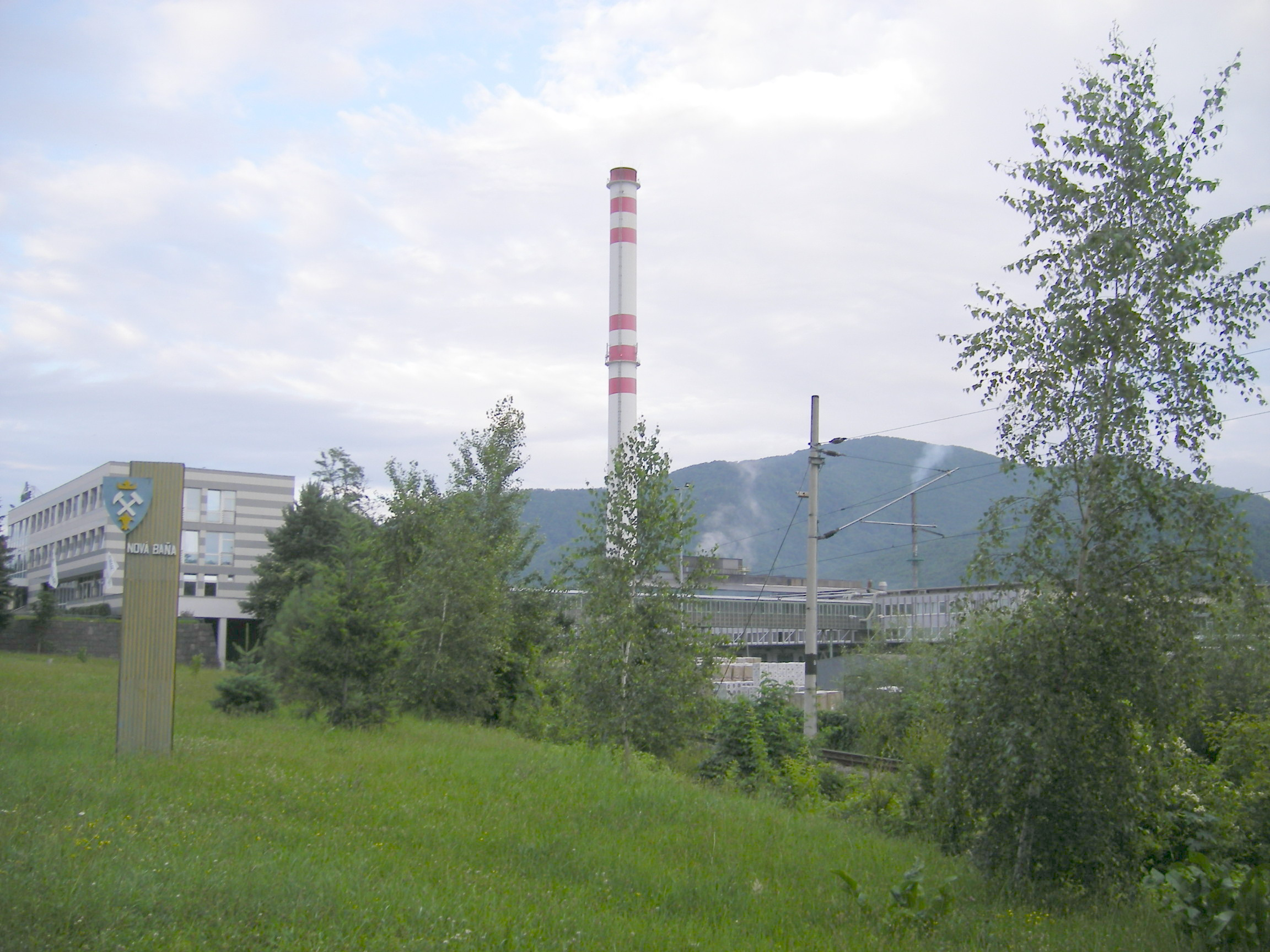

- Üveggyárát 1908-ban alapították, mely 1939-től táblaüveg gyártására szakosodott. A gyár termelése a háború alatt is folyamatos volt, csupán 1944 végén kényszerültek a termelés leállítására, melynek újraindítása 1945 augusztusában valósult meg. Az üveggyár 1948-as államosítását követően, az 1950-es évek elején a környéken bányászott bazaltból előállított szigetelőanyag gyártására szakosították.[6] A város iparának egyik legjelentősebb vállalata.
- Műanyagfeldolgozó ipari szövetkezetét Kveta néven az 1960-as években alapították. Kezdetben művirágok és díszek gyártására szakosodtak, később termékskálájuk kiszélesítésével a személygépkocsi-gyártásban alkalmazott műanyagok beszállítójaként és egyéb ipari műanyagtermékek gyártójaként ismeretesek.[7]
- Famegmunkáló ipari szövetkezetét szintén a szocialista iparosítás korszakában alapították.
- Mezőgazdaságát főként az erdészet és a gyümölcstermesztés jellemzi, melynek fő ágazata az 1980-as években az almatermesztés volt. Egykori mezőgazdasági termelő szövetkezetét 1949-ben kollektivizálás által alapították, majd 1961-ben Újbányai Állami Gazdaság (Štátny majetok Nová Baňa) néven folytatta tevékenységét. Az állami gazdaságot 1995-ben felszámolták.[8]